# Marmax vicaria
Marmax vicaria är en fjärilsart som beskrevs av Walker 1854. Marmax vicaria ingår i släktet Marmax och familjen Thyrididae. Inga underarter finns listade i Catalogue of Life.